# Biblioteca de Chetham
Chetham's Library en Manchester, Inglaterra, es la biblioteca pública de referencia gratuita más antigua del mundo de habla inglesa. El Hospital de Chetham, que contiene tanto la biblioteca como la Escuela de Música de Chetham, fue establecido en 1653 bajo la voluntad de Humphrey Chetham (1580-1653), para la educación de "los hijos de padres honestos, laboriosos y dolorosos", y una biblioteca para uso de académicos. La biblioteca ha estado en uso continuo desde 1653. Funciona como una organización benéfica independiente, abierto a los lectores de forma gratuita, de lunes a viernes de 09.00 a 12.30 y de 13.30 a 16.30 con cita previa. Los recorridos por la biblioteca para visitantes se pueden reservar en línea a partir del 2 de septiembre de 2019 a través del sitio de la biblioteca. Está ubicada en un  edificio de piedra arenisca que data de 1421 y fue construido para albergar a los sacerdotes de la Colegiata de Manchester.
La biblioteca tiene más de 100 000 volúmenes de libros impresos, de los cuales 60 000 se publicaron antes de 1851. Incluyen colecciones de obras impresas, publicaciones periódicas y revistas de los siglos XVI y XVII, fuentes de historia local, folletos y artículos efímeros. Además de los materiales impresos, la biblioteca tiene una colección de más de 1 000 manuscritos, incluidos 41 textos medievales. 
La biblioteca de Chetham es un museo acreditado bajo el esquema de acreditación del Arts Council England. La totalidad de sus colecciones están designadas como una colección de importancia nacional e internacional bajo el esquema de designación del Consejo de Museos, Bibliotecas y Archivos, ahora administrado por el Arts Council England. 
Las pinturas que forman parte de la colección de bellas artes de la biblioteca incluyen retratos de William Whitaker, el reverendo John Radcliffe, Robert Thyer, el reverendo Francis Robert Raines y Elizabeth Leigh. La colección incluye Una alegoría con Putti y sátiros , óleo sobre lienzo, atribuido al artista del siglo XVI y neerlandés Vincent Sellaer . 
Una de las colecciones más importantes pertenece al zoológico y jardines Belle Vue, la atracción de entretenimiento y centro zoológico más famoso de Manchester, en funcionamiento desde la década de 1830 hasta la de 1980. La colección contiene miles de carteles, programas y fotografías, así como los documentos financieros y comerciales del propietario, John Jennison; una gran cantidad de elementos de esta colección están disponibles en forma digitalizada en línea. Una subvención en 2014 de 45 000 libras esterlinas obtenida por la biblioteca de Chetham permitió poner la colección a disposición de los usuarios en línea, a través de proyectos de digitalización.

## Historia
La casa solariega del señor de la mansión, en el centro de la ciudad medieval de Manchester, se alzaba sobre un acantilado de arenisca , en la confluencia del río Irwell y el río Irk . En 1421 el rector de la iglesia parroquial, Thomas de la Warre (señor de la casa solariega de Manchester), obtuvo una licencia de Enrique V para refundar la iglesia como fundación colegiada. Donó su casa solariega para su uso como edificio del colegio de sacerdotes para la colegiata (que más tarde sería la catedral ). Hubo alojamiento para el director, ocho compañeros, cuatro empleados y seis coristas.
La escuela secundaria gratuita de Manchester para Lancashire Boys se construyó entre la iglesia y los edificios de la universidad entre 1515 y 1518. La universidad fue disuelta en 1547 por la Ley de Capillas y vendida al conde de Derby. Fue refundada como una fundación católica por Queen Mary y otra vez disuelta por la reina Isabel I . En 1578, la colegiata fue refundada por estatuto como Christ's College y ocupada nuevamente por el director y los compañeros. En la Guerra Civil se utilizó como prisión y arsenal.

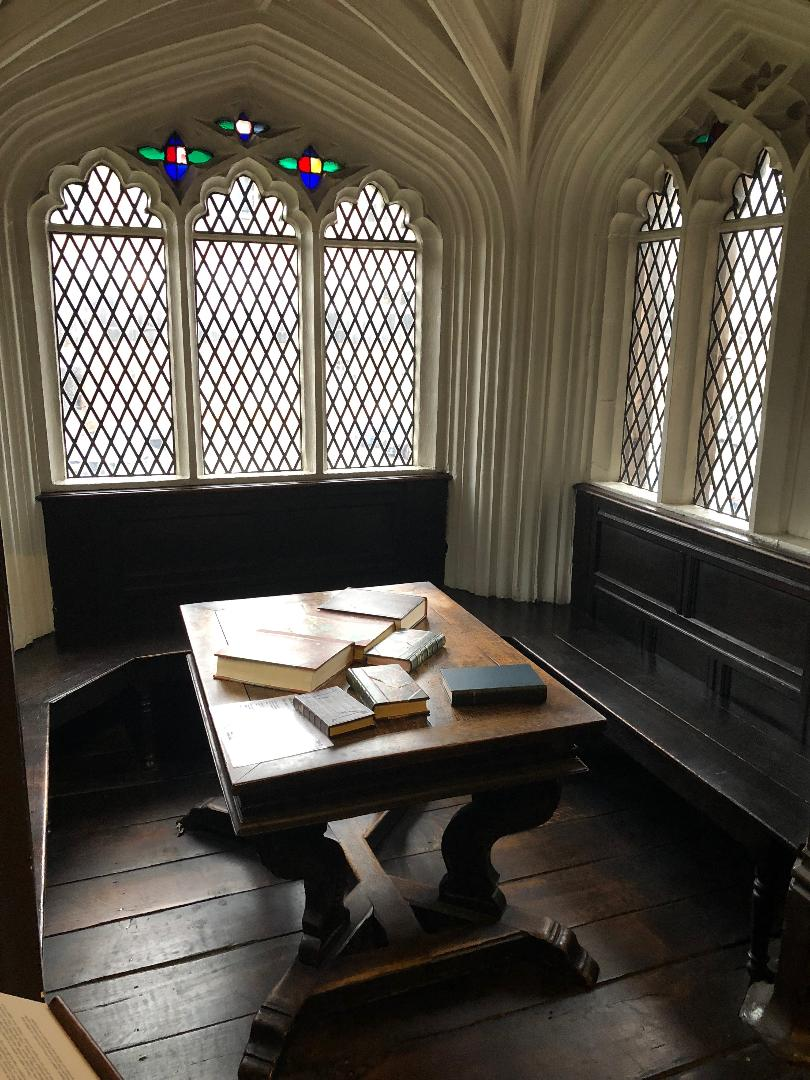
Ventana de la habitación en la trabajaron Karl Marx y Friedrich Engels

En 1653, los edificios de la universidad fueron comprados con el legado de Humphrey Chetham, para su uso como biblioteca gratuita y escuela benéfica. En ese momento no había ninguna facilidad para el estudio independiente en el norte de Inglaterra y el testamento de Chetham de 1651 había estipulado que la biblioteca debería ser "para el uso de eruditos y otros bien afectados", e instruyó al bibliotecario "no exigir nada de ningún hombre que entra en la biblioteca". Las veinticuatro mujeres nombradas por Humphrey Chetham se propusieron adquirir una importante colección de libros y manuscritos que cubriría toda la gama de conocimientos disponibles y rivalizaría con las bibliotecas universitarias de Oxford y Cambridge. Para proteger los libros recién adquiridos de la humedad creciente, la Biblioteca se ubicó en el primer piso y, de acuerdo con las disposiciones del testamento de Chetham, los libros se encadenaron a las estanterías. Se proporcionaron veinticuatro taburetes de roble tallado con agarraderas en forma de 'S' (que todavía están en uso) como asientos para los lectores. 
En 1718 los feoffees (administradores de feudos) ofrecieron al poeta de Manchester e inventor de un sistema de taquigrafía, John Byrom, el puesto de encargado de la biblioteca. Byrom, que era un ávido coleccionista de libros, rechazó la oferta, pero después de que su buen amigo, Robert Thyer, se convirtió en bibliotecario en 1732, actuó con frecuencia como agente de la biblioteca, comprando libros en subastas de Londres. La biblioteca de Byrom, que incluía el manuscrito de su poema "Christmas Day" (que se convirtió en el villancico "Christians Awake") y unos 2.800 libros impresos, fue presentada a la biblioteca por su descendiente, Eleanora Atherton, en 1870. 
Los libros estaban, originalmente, sin catalogar y colocados en las prensas por orden de tamaño. El primer catálogo no se produjo hasta 1791, y luego se escribió en latín y solo enumeró el tamaño y el tema de cada libro. La práctica de encadenar los libros se abandonó a mediados del siglo XVIII cuando se erigieron puertas para evitar robos. 
Chetham's fue el lugar de encuentro de Karl Marx y Friedrich Engels cuando Marx visitó Manchester en el verano de 1845. Se pueden ver facsímiles de los libros de economía que estudiaron en una mesa en el hueco de la ventana donde se reuní. La investigación que llevaron a cabo durante esta serie de visitas a la biblioteca condujo en última instancia a su trabajo, El Manifiesto Comunista . Por lo tanto, la biblioteca actúa como un sitio de importancia histórica para los comunistas visitantes. 
JE Gregan (década de 1850), Alfred Waterhouse (1878) (en la lista de grado II) y J. Medland Taylor (1883-1895) hicieron adiciones a los edificios . Manchester Grammar School se extendió a lo largo de Long Millgate en 1870. Manchester Grammar School se trasladó a Fallowfield en la década de 1930, y después de permanecer vacío durante muchos años, el edificio original fue destruido durante la Segunda Guerra Mundial, dejando solo su nuevo bloque. Esto se convirtió en parte de la Escuela de Música de Chetham en 1978. El edificio de la universidad  , que se convirtió en la escuela de música en 1969, todavía incorpora Biblioteca de Chetham y está catalogado de grado I.